# Heartbreaker/Bring It On Home
Heartbreaker/Bring It On Home è un singolo discografico della band britannica Led Zeppelin, pubblicato nel 1970 in Italia.

## Tracce
1. Heartbreaker – 4:15 (Robert Plant, Jimmy Page, John Paul Jones e John Bonham)
2. Bring It On Home – 4:19 (Robert Plant e Jimmy Page)

## Formazione
- Robert Plant – voce
- Jimmy Page – chitarra
- John Paul Jones – basso
- John Bonham – batteria